# 終身學習
終生學習、继续教育（英語：Lifelong Learning），定義是「一輩子的學習」。近代世界因為知識和科技發展，經濟結構轉型，知識型經濟成為主流，就業需要相當知識，由於知識更替迅速，舊知識很快就被新知識取代，人們察覺到無法讀一門學科後，就一世無憂，因而衍生出終身學習的概念。

## 歷史
終身學習的存在，與人類歷史一樣久遠，終身學習的觀念，也可從各文獻中尋到脈絡；例如中國自古以來即有「活到老，學到老」、「學海無涯，學無止境」的說法，日本亦早有「修業一生」的觀念，而二十世紀初，美國學者杜威（J. Dewey）也提出教育和學習是終生歷程的說法；到了二十世紀後，這些早已存在的觀念進而發展形成理論，並成為二十世紀最重要、最具影響力的一種教育思潮。

## 源起及發展背景

### 萌芽期（古希臘時期至二十世紀初）
梭倫（Solon）：人活的愈久，學習的愈多（西元前六世紀）；荷馬（Homer）：派代亞（paideia）觀念，將社會形塑成一個能夠達成繼續教育、終身學習目的的教育母體思想，教育必須超越學校教育階段，貫穿人生的全程。蘇格拉底（Socrates）：教育真正的本質在使人們經由一生的時間，達成真實的生活目的。柏拉圖（Plato）：教育是由出生到臨終的一個歷程，個人唯有終身不斷的學習，才有可能成為健全的公民。亞里斯多德（Aristotle）：所有人都渴望知識，經由教育與終身不斷地學習，達到智慧的德行，才能享受美好的人生。

### 醞釀期（1919至1960年代）
1919報告書：現代終身教育思想的分水嶺，由英國重建部成人教育委員會於一九一九年提出，反映對於普遍和終身教育的迫切需求，強調每一個人的尊嚴與價值，及個體發展的承諾。杜威（Dewey）：教育即生活，在生活中人類不斷地成長和發展，吸收新的經驗，獲得持續不斷的成長；教育即成長與成熟，應該永遠是一個現在的歷程；教育即是經驗不斷重組與改造的過程；學習可以、也應該貫穿人的一生。林德曼（Lindeman）：成人教育主張生活的全部就是學習，因此教育是沒有終點的；成人教育的課程是建立在學習者的興趣與需求上，經驗是成人學習者活的教科書。其他如：葉克斯李、華勒斯、齊派翠克、皮爾斯、強森、麥克約翰、布萊森、李文史東、傑克思、西革爾等對於終身教育的重要論點如下：教育是終生的歷程，教育歷程沒有終點；教育即生活，教育是生活的一部份，教育不能與生活脫節；教育不應侷限在學校或青少年階段，入學前的幼兒與離校後的成人也需要接受教育；教育是全民、終生、普遍的需求，教育為所有人的權利，不應為少數人服務；在終身教育中，學習者是主體，學習者的興趣應受到重視；學校教育應該培養學生終身學習的態度、動機和能力，為終生學習作準備；終身教育中，應學會運用非正規、非正式的學習與教學方法，以彌補正規教育的不足；成人需要繼續教育，以不斷學習新知，調適社會生活。

### 典範的形成（1960至1980年代）
自1960年代開始，在聯合國教科文組織（UNESCO）、歐洲經濟合作發展組織（OECD）、歐洲議會的數次重要會議及報告書提出以後，終身教育逐漸形成新的典範，被廣泛推廣至世界各國，成為若干國家制定教育政策的指標原理。重要代表人物與著作如下：
- 林格蘭（Lengrand,1975）：終身教育導論；
- 法爾（Faure et al., 1972）：學習生存；
- 戴夫（Dave ed., 1976）：終身教育的基礎；
- 克羅普雷（Cropley ed., 1980）：邁向終身教育體系。

## 推展
早在1980年代社會教育法中即明訂「以實施全民教育及終身教育為宗旨」；政府並於1998年為中華民國終身學習年，教育部發表「邁向學習社會」白皮書、研訂教育改革行動方案及「推展終身教育、建立學習社會」中程計畫，並於2002年公布「終身學習法」，陸續逾法。復加上少子化影響，成年人口逐年增加，更突顯教育市場得擴大、終身學習人口的增加，以及終身教育制定的重要性。

## 定義
終身學習除了照字面上定義是「一輩子的學習」以外，也有許多國家、地區、組織與個人提出各式各樣的定義。

### 美國聯邦政府
在本節中即介紹了終身教育思想的發展、終身學習理念的形成及終生學習的意義。在美國聯邦政府的終身學習計畫中曾指出，終身學習是個體在一生中持續發展其知識、技巧和態度的過程。

成人教育學者Cropley（1980）以四個不同的面向說明了終生學習的意涵：
1. 就時間面向來看，終身學習由個體出生開始到死亡為止。
2. 就型態面向來看，終身學習在正規、非正規、非正式的教育情境中發生。
3. 就結果面向來看，終身學習可導致個人獲得或更新知識、技能與態度。
4. 就目標面向來看，終身學習最終目標是為促進個人自我實現。

### 義大利羅馬會議
1994年於義大利所舉行的羅馬會議也曾指出：終身學習為通過一個不斷的支持過程來發揮人類潛能，它鼓勵並使人們有權力去獲取他們終身所需的全部知識、價值、技能與理解，並在任何任務、情況、環境中有信心的、有創造性的和愉快的應用它們。

### 亞洲主張

#### 蔡秀美
蔡秀美（1996）認為，在終身學習的理念和主張下，人人對學習應有全新的觀點：
1. 學習是持續一生的歷程。
2. 學習的管道和方式是多元化且彈性的。
3. 學習強調自主的精神。
4. 學習的內容無所不包，是一種全人發展的教育。
5. 學習是一項權利而不是特權。

#### 何青蓉
何青蓉（1996）也曾針對終身學習，提出了下列四項原則：
1. 終身學習應貫穿個體一生。
2. 終身學習應導致個體系統化的追求、更新、提昇或完成其所涉及的知識、技術和態度。
3. 終身學習應助長且依賴人們漸增的能力與學習動機，而非在大部份的時候依賴傳統學校或類似學校的機構。
4. 終身學習應依賴所有可用的教育資源，包括正規、非正規、非正式教育。

終身學習主張個體在一生中的任何階段均要不斷的進行學習活動，才能適應社會的需要。它強調在兒童幼年時，就要激發他們有終生學習的動機和準備，成年時才能繼續增進新知，提昇技能，以適應工作和生活的需要；而終身學習的觀念不僅在提供成人第二次或第三次的教育機會，而且也包括各種情境的個人和社會的發展在內。它包括正規的教育，如學校、職業及高等教育，也包括非正規的教育，如在家中、工作場所和社區中的學習活動。

#### 胡夢鯨
胡夢鯨（1997）則認為，終身學習是指個人作為一個學習者，從出生到死亡之間，在人生的每一個階段，根據自身的興趣及需要，以自我導向學習或團體學習的方式，來進行有計畫或無計畫的學習活動。

#### 佐藤一子
佐藤一子（1997）在其演說中則提到︰
「我認為『終身學習』應該是人們在多元化的生活方式中，去從事廣泛範圍的活動，獲得新的生活或行為模式，以追求更好的生存之道；這就是「學習」所扮演的角色，也是其功能目標。」

#### 蔡培村
蔡培村（1998）從「終身學習」的學理基礎加以界定，終身學習的目的即在說明︰
「個人的學習係一種權利，每個人皆應依生涯的發展、社會的變遷、職場工作知能的變化，而不斷學習成長，以開展個人潛能，增進生涯成長的知能，並進而促進自我實現，創造一個學習型社會。」

#### 林振春
林振春（1998）在社區的教育策略中提及，生活本身即是持續不斷的學習過程，個人自發而有意識的學習，可以讓他在快速變遷的社會中，具有適應環境的能力，達到發展潛能和自我實現的境界。學習不應侷限於學校的教育，社區生活中的種種境遇也是學習的過程，民主的生活、綠色消費的觀念、合作的精神、運動保健的習慣、生活上美麗的新事物等，都需要抱持學習的態度去貼近和體驗，這便是終身學習的精義。

#### 陳乃林
陳乃林（1998）認為，終身學習自古就是先哲的一種嚮往、一種追求，但作為一種教育思潮，作為一種社會性的行為、一種廣泛的行為方式，終身學習在現代的社會更有實現的可能，而且終身學習也是一種發展中的社會化學習體系，它包括：接受式學習（正規學習）、有指導的自主式學習（非正規學習）、完全的自主式學習（非正式學習）。

### 歐洲終身學習創協
歐洲終身學習創協（European Lifelong Learning Initiative, ELLI）認為終身學習的定義含括了人類生命經驗的完整歷程，它是未來人類潛能發展的模式，而非現在不太完整的教育與訓練模式，其定義如下︰
「終身學習是人類潛能的發展，透過一個持續不斷的支持過程，以激勵並使個體能夠獲得生命全程需要的所有知識、價值、技巧與瞭解，並在所有角色扮演、各種情形與環境中，具備自信心、創造力與喜悅以應用這些能力。」
綜上所述，雖然各個學者對終身學習的說法各有不同，但仍可從中歸納出共同的特性：
1. 終身持續性︰學習是發生於搖籃到墳墓的每一個歷程，隨著每個歷程的發展，個體依其不同的學習需求而持續學習。
2. 全民普遍性︰學習是全民所普遍享有的權利與共同期望的機會，不因個體的年齡、性別、職業地位而有任何的差別。
3. 學習自主性︰終身學習強調自主的精神，透過個人自由意識的決定，主動地安排適合自己的學習方式及內涵。
4. 全面統整性︰在直的層面，終身學習希望連接教育的每一個階段；在橫的層面，則要統整正規、非正規、非正式的學習，使學習者便於時時學習、處處學習。
5. 方式彈性化︰終身學習的方式、途徑因個人需求不同而充滿彈性。

### 聯合國教科文組織
聯合國教科文組織一直是終身學習的倡導者，在1972年法爾提出的終身教育，以及1996年狄羅爾斯（英語：Delors）提出的終身學習，除了教我們組織教育的原則以外，也闡述了民主社會的世界觀，所有的世界公民都有平等的學習機會，讓每個人完整發揮潛能，並且參與建構他們生活的世界。因此終身學習的重點在於價值觀，不只是提供多樣的學習場所、學習方式、學習媒介與學習機會，也不只是把學習的動力從教育者轉變為學習者本身，終身學習的價值觀是在於啟發人類社會的新思想。
終身學習已經普及為廣為世界接受的觀念，包括經濟合作暨發展組織、世界銀行與歐盟也都積極的推動終身學習觀念。終身學習需要我們重新審視學習的方法與目的，並且用創意來設計一套可以改善生活各層面的學習系統。
目前世界各國的學校教育系統，仍然是以19世紀的教育基礎觀念設立並沿用至今，特別對於在21世紀的科技教育與職業教育來說，學校教育系統對於終身學習的推動都是相當有挑戰性的。

### 歐盟
歐盟對於終身學習的定義為著重在於學習者建構市場導向的技能，職業訓練以及工作準備等，以工作場所競爭力為目標。

### 大學
西班牙與法國等歐洲大學對於終身學習的定義是讓人們持續樂於學習、學習社會化與自我能力提升。